# Antoni Buczyński
Antoni Buczyński (ur. 13 maja 1897 w Wilnie, zm. 3 marca 1931 w Poznaniu) – rotmistrz Wojska Polskiego.

## Życiorys
Urodził się 13 maja 1897 w Wilnie, w rodzinie Ksawerego.
W styczniu 1924 został przeniesiony z 23 pułku ułanów w Wilnie do 15 pułku ułanów w Poznaniu. 7 lutego 1924 został zameldowany w Poznaniu na Rynku Łazarskim 6. W grudniu tego roku został przydzielony do 3 Dywizji Kawalerii na stanowisko II oficera sztabu. W lipcu 1926 został przydzielony do szwadronu pionierów 3 Dywizji Kawalerii w Poznaniu na stanowisko dowódcy plutonu. 12 kwietnia 1927 został mianowany rotmistrzem ze starszeństwem z 1 stycznia 1927 i 44. lokatą w korpusie oficerów kawalerii. W czerwcu 1930 został przeniesiony do 1 szwadronu pionierów w Białymstoku na stanowisko dowódcy. 3 marca 1931 w Poznaniu dokonał zamachu samobójczego przez powieszenie. Został pochowany na Cmentarzu Garnizonowym w Poznaniu (kwatera 5, miejsce 306).
21 kwietnia 1923 ożenił się z Janiną Romanowską (ur. 27 kwietnia 1899).

## Ordery i odznaczenia
- Krzyż Walecznych trzykrotnie[6]